# Ångslupen Svea
Svea var en svensk ångslup som skötte den första reguljära trafiken mellan Landskrona och Bäckviken på Ven mellan 1876 och 1890. En viss trafik och lustturer hade tidigare förekommit
1838-1840 med ångslupen Landskrona men nu kom man igång regelbundet med passagerar- och godstrafik till ön med start den 13 april 1876, där även uppdrag med bogsering och isbrytning i hamnen utfördes. Ägarna försökte sälja fartyget då pannan behövde bytas 1880 men utan framgång, där man istället satsade på reparationer och fortsatt drift.
Från den 21 september 1885 och några dagar därefter användes Svea vid en uppvisning för nio utländska mariner och kungligheter från flera kungahus. Då genomfördes en demonstration av Nordenfelts undervattensbåt "No: 1", då fartyget bogserade ubåten mellan Landkrona och Ven i Öresund. 
Båten tjänstgjorde i Landskrona fram till 1890 då ångslupen Axel tog över. Därefter såldes Svea till Norrtälje och sattes i trafik till Vätö, därefter tog transporter för stenhuggeri vid, samt lustresor och ytterligare reguljär trafik. Fick en större ombyggnad 1892, skeppets öde efter 1903 är okänt.